# خلفية الثورة الإيرانية وأسبابها

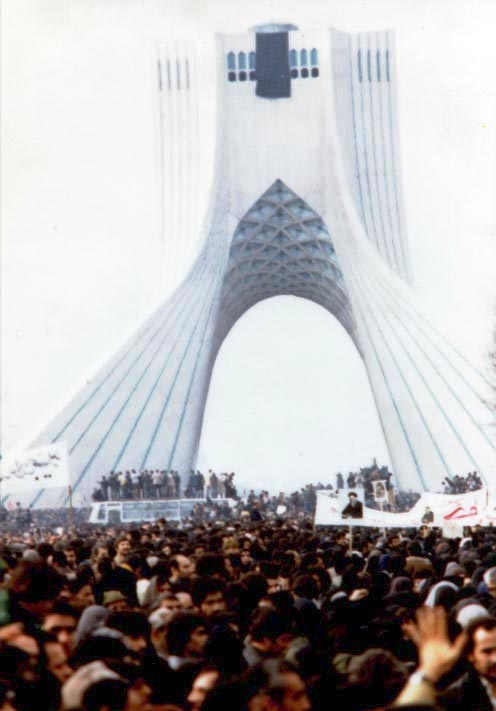
مظاهرة أسور في ساحة الحرية، طهران، خلال الثورة الإيرانية عام 1979

كانت الثورة الإيرانية ثورةً إسلاميةً استبدلت الحكم الثيوقراطي بقيادة آية الله روح الله الخميني بحكم الشاه محمد رضا بهلوي. ما زالت أسبابها موضع جدل تاريخي، ويُعتقد أنها تنبع جزئيًا من حركة رجعية محافظة تعارض جهود الشاه المدعوم من العالم الغربي في التغريب والتحديث والعلمنة، ومن رد فعل شعبي على الظلم الاجتماعي ونقائص نظام الحكم السابق.

## الخلفية (1906-1977)
كان لرجال الدين الشيعة (أو العلماء) تأثير كبير على إيران تاريخيًا. أظهر رجال الدين أنهم قوة سياسية فعالة مناهضة للعاهل الإيراني بإطلاقهم ثورة التنباك عام 1891 بعد إصدارهم فتوى مقاطعة التبغ. نجحت الثورة في إلغاء عقود الامتياز غير الشعبية التي منحها الشاه لشركة بريطانية ليسمح لها باحتكار شراء وبيع التبغ في إيران. بالنسبة للبعض، كشفت هذه الحادثة أن علماء الشيعة «خط الدفاع الأول» ضد الاستعمارية.

### رضا بهلوي
عُرفت سلالة بهلوي الحاكمة التي أطاحت بها الثورة بالأوتوقراطية، وكان جل اهتمامها تحديث المجتمع وتغريبه وتجاهل الإجراءات الدينية والديمقراطية في الدستور الإيراني.
استبدل مؤسس السلالة وجنرال الجيش رضا شاه بهلوي القوانين الغربية بالقوانين الإسلامية، وحرم ارتداء الزي الإسلامي التقليدي وفصل الجنسين وخمار النساء (الحجاب)، وأمر بإزالة الشادور بالقوة عن النساء المعارضات لتحريم الحجاب في الأماكن العامة وتمزيقه. في عام 1935، قُضي على تمرد بقيادة الشيعة المتدينين في العتبة الرضوية في مدينة مشهد بناءً على أوامر رضا بهلوي مخلفًا عشرات القتلى ومئات الجرحى. قطعت هذه الحادثة العلاقات بين الشاه والشيعة المتدينين في إيران.

### وصول الشاه الأخير في إيران إلى السلطة
خُلع رضا شاه عن الحكم عام 1941 تحت وطأة غزو قوات التحالف البريطانية والسوفييتية الذين اعتقدوا أنه سيتعاطف مع ألمانيا النازية المعادية للحلفاء. نصب الحلفاء ابنه محمد رضا بهلوي عاهلًا على إيران. حكم الأمير بهلوي (الذي تُوج بمنصب الشاه لاحقًا) حتى ثورة عام 1979 مع فترة انقطاع بسيطة، إذ هرب من البلاد بعد صراع على السلطة مع رئيس وزرائه محمد مصدق. يُذكر مصدق في إيران باستلامه السلطة عبر انتخابات ديمقراطية، وتأميم حقول النفط الإيرانية المملوكة لبريطانيا، لكنه فقد منصبه في انقلاب إيران عام 1953 الذي نظمته وكالة المخابرات المركزية «سي آي إيه» ودعمه جهاز الاستخبارات البريطاني «إم آي 6»، وبذلك تدخلت القوى الأجنبية في كل من تنصيب محمد رضا بهلوي في الحكم وإعادته إليه بعد الانقلاب.
حافظ الشاه على علاقة وثيقة مع الولايات المتحدة، إذ تشارك نظاما الحكم الخوف من تمدد الدولة السوفييتية نحو الجنوب، كونها الجارة الشمالية القوية لإيران. هاجمت المجموعات اليسارية والإسلامية حكومة الشاه (غالبًا خارج إيران لأنهم كانوا مقموعين في الداخل) لخرقها الدستور الإيراني وانتشار الفساد والاستبداد السياسي في منظمة المخابرات والأمن القومي (سافاك).

### صعود آية الله خميني إلى الحكم
رجل الدين آية الله روح الله خميني، هو قائد الثورة الإيرانية، برز في الساحة السياسية عام 1963 عندما قاد المعارضة ضد الشاه وبرنامجه الإصلاحي المعروف «بالثورة البيضاء» الهادف إلى إلغاء ملكية الأراضي العائدة إلى بعض رجال الدين الشيعة، والسماح للنساء بالتصويت، وتعيين الأقليات الدينية في مناصب الدولة، وأخيرًا منح النساء مساواةً قانونيةً في القضايا الزوجية.
أعلن خميني أن الشاه «شرع في تدمير الإسلام في إيران» وأدانه معلنًا أنه «رجل شقي بائس». بعد اعتقال الخميني في الخامس من يونيو 1963، اندلعت أعمال شغب كبرى لثلاثة أيام في جميع أنحاء إيرن، وادعى أنصار الخميني حدوث 15,000 حالة قتل بنيران الشرطة. قُبض على الخميني وبقي تحت الحجز المنزلي ثمانية أشهر، وبعد إطلاق سراحه استمر في التحريض ضد الشاه مدينًا التعاون الوثيق بين نظام الحكم وإسرائيل (إذ منحها الاعتراف الدبلوماسي والمساعدة السرية) وإعطاء «امتيازات أجنبية» سمحت بتوسيع الحصانة الدبلوماسية لتشمل الشخصيات الحكومية الأمريكية في إيران. اعتُقل الخميني من جديد في نوفمبر 1964 وأُرسل إلى المنفى حيث بقي 14 سنةً إلى أن اندلعت الثورة.
تبعت ذلك فترة من «الهدوء الساخط»، ورغم القمع السياسي بدأت النهضة الإسلامية الناشئة بتقويض فكرة «التغريب يعني التقدم» التي كانت أساس نظام حكم الشاه العلماني لتشكل أيديولوجية الثورة الإيرانية.
انتشرت فكرة نزعة التغريب (غرب زدكي) للكاتب الإيراني جلال آل أحمد، التي تعد الثقافة الغربية بلاءً أو تسممًا فكريًا يجب استئصاله، ورؤية علي شريعتي للإسلام بصفته المحرر الحقيقي الوحيد للعالم الثالث من جور الاستعمار والاستعمار الجديد والرأسمالية، وروايات مرتضى مطهري الرائجة عن إيمان الشيعة، إذ استقطبت هذه الأعمال مستمعين وقراء وداعمين، والأهم أن الخميني اعتبر الثورة على الظلم والاستبداد والشهادة في سبيل ذلك ركنًا من الإسلام الشيعي، ودعا المسلمين إلى رفض تأثير الرأسمالية والشيوعية، رافعًا شعار «لا شرقية ولا غربية - جمهورية إسلامية» (بالفارسية: نه شرقی نه غربی جمهوری اسلامی).
طور الخميني أيديولوجية حكومة ولاية الفقيه لاستبدالها بنظام حكم الشاه، مسلمًا أن المسلمين -بل الجميع في الحقيقة- يحتاجون إلى ولاية على شكل حكم أو إشراف يقوده فقيه إسلامي أومجموعة فقهاء. يحمي هذا الحكم الإسلام من الانسلاخ عن قانون الشريعة التقليدي، وبهذا ينتهي الفقر والظلم و «نهب» أراضي المسلمين بأيدي الكفار الأجنبيين.
كان تأسيس هذه الحكومة الإسلامية وإطاعتها «في الحقيقة تعبيرًا عن طاعة الخالق» و «أهم من الصلاة والصيام» في الإسلام، لتكون وصيةً على العالم كله وليس على إيران وحدها.
ركز الخميني علنًا على القضايا الاجتماعية الاقتصادية في نظام حكم الشاه (الفساد وعدم المساواة في الدخل والمشكلات التنموية) وليس على حله المتمثل بحكم الفقهاء المسلمين.
آمن الخميني أن الحملة الدعائية لإمبرياليي الغرب أقنعت أغلب الإيرانيين بالوقوف ضد الحكم الثيوقراطي.
انتشر كتابه «الحكومة الإسلامية وولاية الفقيه» المطبوع عام 1970 على مدىً واسع في الأوساط الدينية، خاصةً بين تلاميذه (طلبه) وتلاميذه السابقين (رجال الدين) وقادة الأعمال التجارية التقليدية (بازاري). بدأت شبكة معارضة قوية ومؤثرة بالتطور داخل إيران، إذ جندت خطّاب المساجد ونشرت أشرطةً سمعيةً مهربةً تحمل خطابات الخميني إضافةً إلى أمور أخرى. انضم إلى المعارضة الدينية مجموعة من العلمانيين وطلاب الحداثة الإسلامية ومجموعات العصابات اليسارية الإيرانية الذين أُعجبوا بتاريخ الخميني في المقاومة رغم تعارض الثيوقراطية التي يتبناها مع مبادئهم، وقُمعوا لاحقًا في سياق حركته بعد قيام الثورة.